# Route nationale 539
Pour les articles homonymes, voir Route 539.
La route nationale 539 ou RN 539 était une route nationale française reliant Aix-en-Diois à Lus-la-Croix-Haute.
À la suite de la réforme de 1972, elle a été déclassée en RD 539

## Ancien tracé d'Aix-en-Diois à Lus-la-Croix-Haute (D 539)
- Aix-en-Diois (km 0)
- Saint-Roman (km 3)
- Châtillon-en-Diois (km 8)
- Glandage (km 22)
- Grimone (km 28)
- Col de Grimone (km 31)
- Lus-la-Croix-Haute (km 36)